# Airtel Africa
Airtel Africa ist ein international tätiger Mobilfunkanbieter mit Sitz in Amsterdam, Niederlande.
Angefangen als MSI Cellular Investments betrieb die Tochter der kuwaitischen Handy-Konzerns Zain unter dem von 2004 bis 2008 genutzten Namen Celtel ein GSM-Netz in mehreren Staaten Afrikas. Als besonderes Merkmal bot Celtel sein Netz über Ländergrenzen hinweg an, ohne zusätzliche Roamingaufschläge. Dies bezog sich auf die Länder Gabun, Kenia, die Republik Kongo, die Demokratische Republik Kongo, Uganda und Tansania. Im Jahre 2008 wurde Celtel von Zain aufgekauft, bevor das Unternehmen 2010 an Bharti Airtel wieder verkauft und zu Airtel Africa wurde.
Airtel Africa ist aktiv in Burkina Faso, Tschad, Demokratische Republik Kongo, Republik Kongo, Gabun, Ghana, Kenia, Malawi, Madagaskar, Niger, Nigeria, Ruanda, Seychellen, Sierra Leone, Tansania, Uganda und Sambia. Das Unternehmen hatte im März 2017 über 78 Millionen Kunden. 
Am 4. März 2017 gaben Tigo und Airtel Africa bekannt in Ghana ihre Tochterfirmen Airtel Ghana Ltd. und Tigo Ghana Ltd. zu fusionieren, um damit den zweitgrößten Mobilfunkanbieter im Land entstehen zu lassen. Beide Unternehmen besitzen dabei gleich viele Anteile.

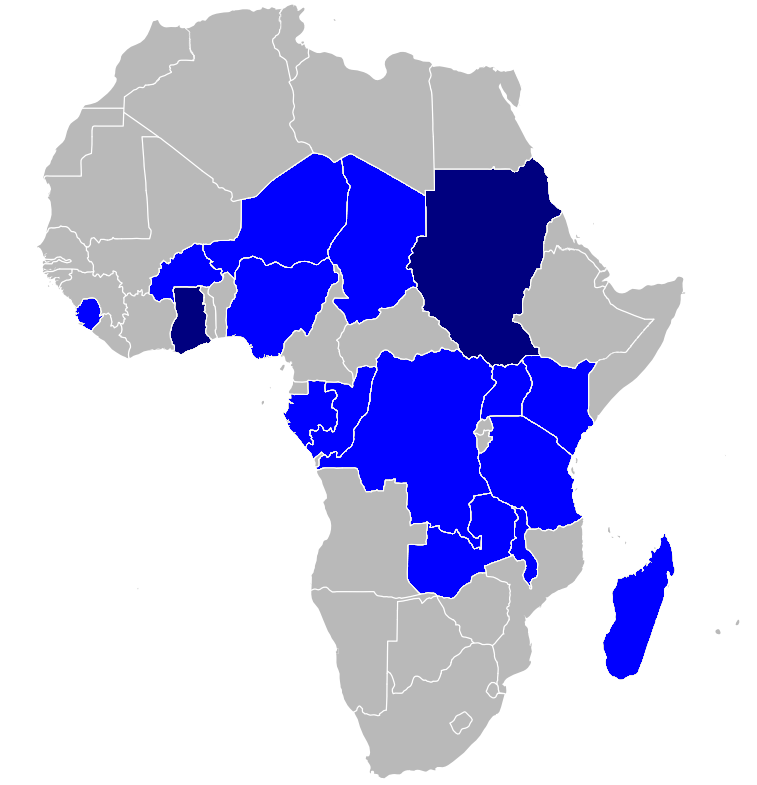
Länder, in denen Celtel verfügbar war
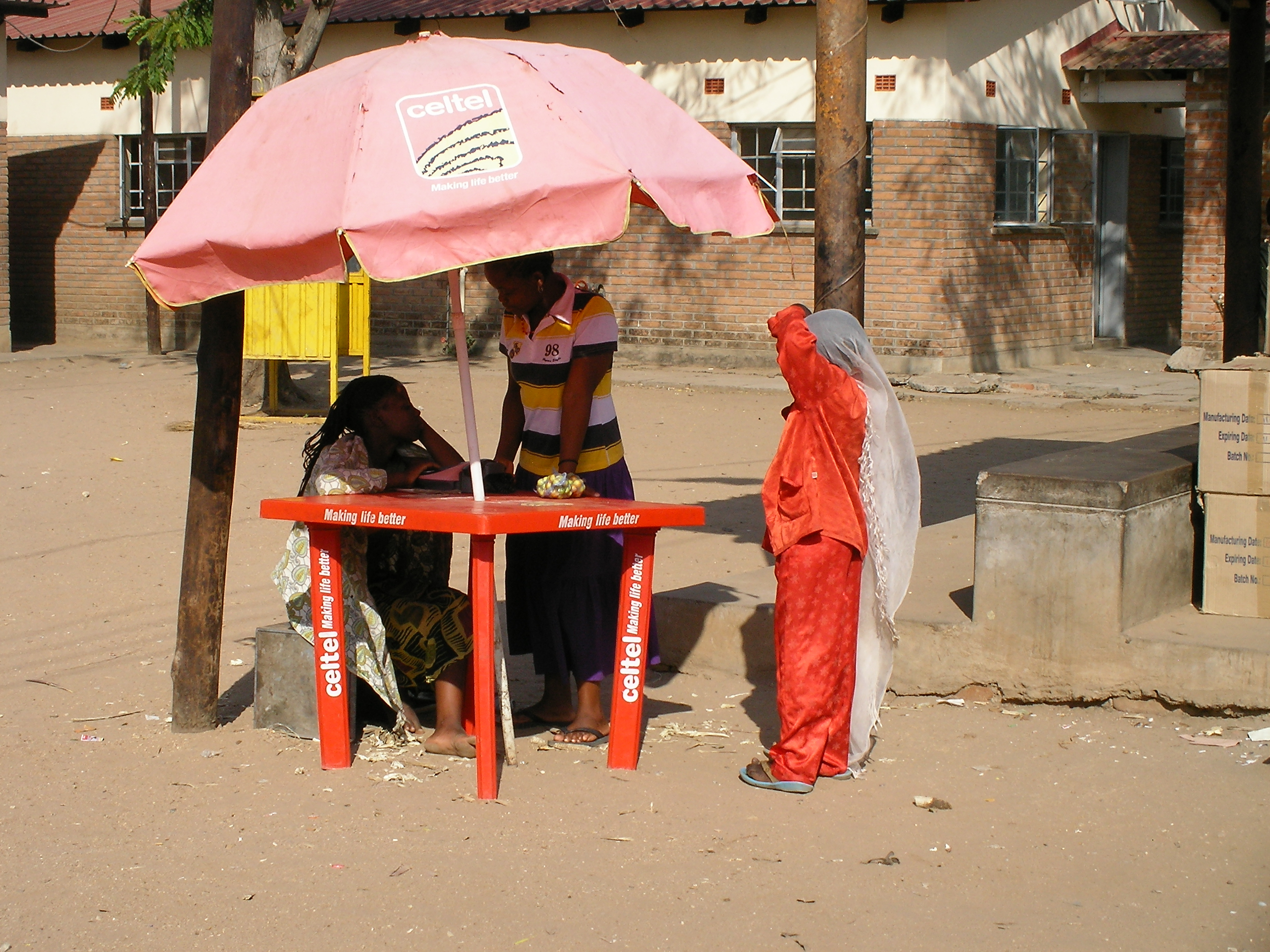
Celtel-Stand in Malawi 2008